# جسی لینگارد
جسی لینگارد (انگلیسی: Jesse Lingard؛ زادهٔ ۱۵ دسامبر ۱۹۹۲) بازیکن فوتبال اهل انگلستان است که در پست هافبک هجومی و وینگر برای باشگاه فوتبال  سئول کره جنوبی بازی می‌کند.

## دوران باشگاهی

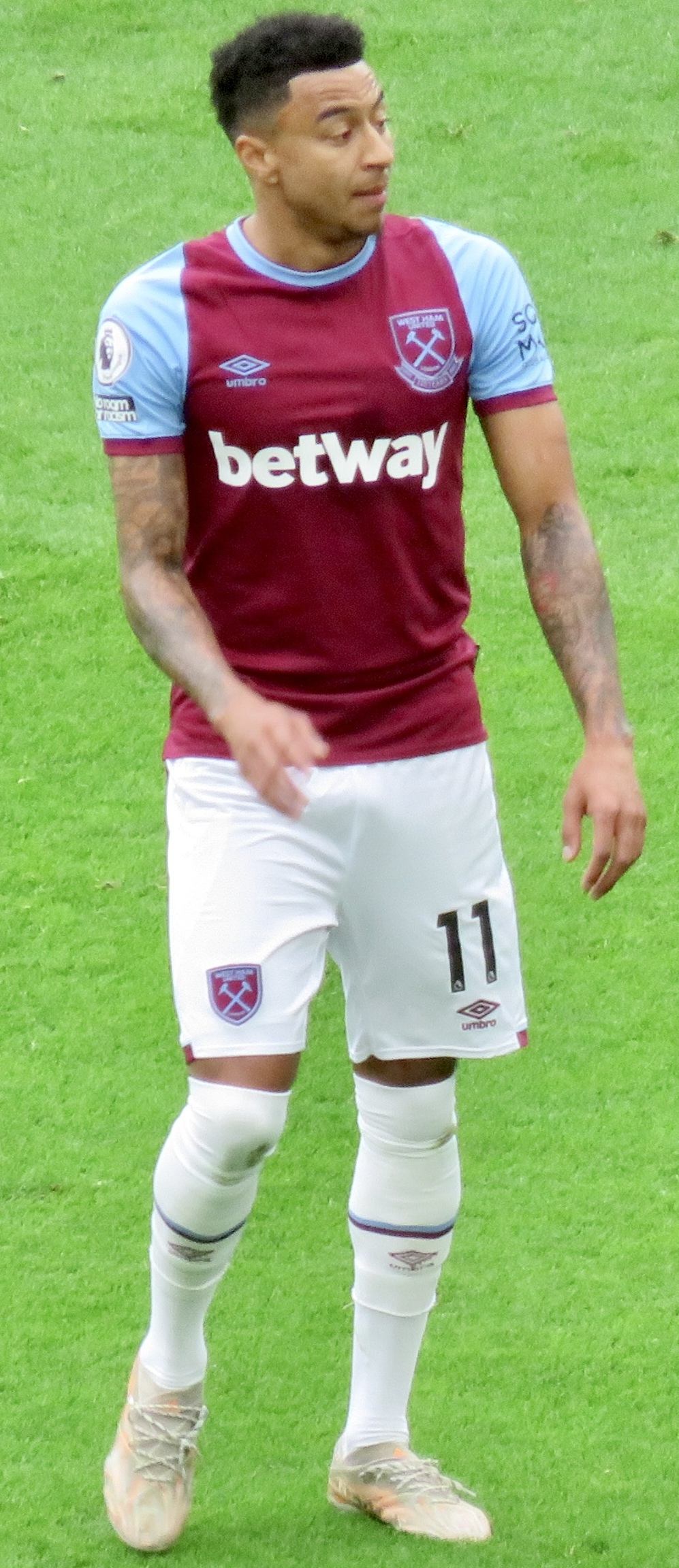
جسی لینگارد

### منچستر یونایتد

#### آکادمی
لینگارد در سن هفت سالگی به آکادمی باشگاه منچستر یونایتد پیوست و طی سال‌ها در گروه‌های سنی آکادمی پیشرفت کرد. او عضو تیمی بود که در فصل ۱۱–۲۰۱۰، برندهٔ جام جوانان اتحادیهٔ فوتبال انگلستان شد و سپس در تابستان ۲۰۱۱ قرارداد حرفه‌ای خود با باشگاه منچستر یونایتد را امضا کرد.

#### وستهام یونایتد
وی در سال ۲۰۲۱ با قراردادی قرضی به وستهام یونایتد رفت او در وستهام عملکرد فوق العاده ای داشت و همین باعث شد به تیم ملی انگلستان دعوت شود

#### الاتفاق
وی بطور آزمایشی در تمرینات الاتفاق عربستان حضور یافته است

## افتخارات
آکادمی منچستر یونایتد
- جام جوانان اتحادیهٔ فوتبال انگلستان: ۱۱–۲۰۱۰[۷]

منچستر یونایتد
- جام حذفی: ۱۶–۲۰۱۵
- جام اتحادیه: ۱۷–۲۰۱۶
- جام خیریه: ۲۰۱۶
- لیگ اروپا: ۱۷–۲۰۱۶[۹]

انگلستان
- لیگ ملت‌های اروپا مقام سوم: ۱۹–۲۰۱۸[۱۰]

فردی
- بازیکن ماه لیگ برتر فوتبال انگلستان: آوریل ۲۰۲۱[۱۱]
- گل ماه لیگ برتر فوتبال انگلستان: آوریل ۲۰۲۱[۱۲]